# هایدن پالمر
هایدن پالمر (انگلیسی: Haiden Palmer؛ زادهٔ ۲۸ مارس ۱۹۹۱) بازیکن بسکتبال اهل ایالات متحده آمریکا است.